# تغییرات پاییزی
تغییرات پاییزی (انگلیسی: Autumn Variations) هفتمین آلبوم استودیویی خواننده و ترانه‌پرداز انگلیسی، اد شیرن است. این آلبوم در ۲۹ سپتامبر ۲۰۲۳ از طریق ناشر ضبط خود، جینجربرد من رکوردز منتشر شد. تمامی قطعات آلبوم به‌طور کامل توسط آرون دسنر تولید شده‌اند، به جز قطعهٔ «بهار» که توسط دسنر به همراه برادر دوقلویش، برایس، تولید شده است. این آلبوم همچنین به عنوان دومین پروژه شیرن در سال ۲۰۲۳ پس از انتشار آلبوم قبلی‌اش با عنوان - در ماه مه، شناخته می‌شود و نخستین آلبوم استودیویی است که او حق کپی‌رایت آن را دارد. تغییرات پاییزی نظرات مثبتی از منتقدان موسیقی دریافت کرده و در جدول‌های بریتانیا، استرالیا، آلمان، اتریش و هلند در صدر قرار گرفته است.

## گواهی‌نامه‌ها
| منطقه             | گواهی | واحد گواهی‌شده/فروش |
| ----------------- | ----- | ------------------ |
| بریتانیا (بی‌پی‌آی) | نقره  | ۶۸٬۱۳۴             |

## تاریخچه انتشار
| منطقه | تاریخ           | فرمت(ها)                         | نسخه(ها)                 | ناشر        | منابع |
| ----- | --------------- | -------------------------------- | ------------------------ | ----------- | ----- |
| مختلف | ۲۹ سپتامبر ۲۰۲۳ | سی‌دی وینیل دانلود دیجیتال استریم | استاندارد                | جینجربرد من | [ ۴ ] |
| مختلف | ۲ اکتبر ۲۰۲۳    | دانلود دیجیتال استریم            | Fan living room sessions | جینجربرد من | [ ۵ ] |